# De caso en caso
De Caso en Caso fue un programa de televisión chileno de tipo familiar, producido y transmitido por La Red y conducido por Krishna de Caso y Yuyuniz Navas. El programa era emitido de lunes a viernes, a las 17:30. Fue estrenado el 22 de septiembre de 2014.
Específicamente en cada episodio fue invitado una persona común y corriente desconocida para saber más de ella y darle consejos para mejorar los desgustos que tiene con su cuerpo, hábitos, etc.
Fue un programa familiar, de apoyo y contención emocional que se transmitió de lunes a viernes desde las 17:30 horas. Al principio la novedad era que Eli de Caso (la animadora) volvía a la televisión, pero después que no lo hacía sola, sino acompañada de sus hijas Krishna de Caso y Yuyuniz Navas. Krishna de Caso junto a su madre está a cargo de la animación y Yuyuniz Navas de notera. Este trío familiar en compañía de especialistas dieron a los chilenos un espacio de encuentro para conocerse, redescubrirse y darle un sentido a sus experiencias. Luego de un tiempo Eli de Caso saldría del programa por incompatibilidad de horarios laborales, quedando solamente sus hijas.
El 30 de enero de 2015 el programa finalizó, ya que tenía malos resultados de índice de audiencia, por lo que fue reemplazado por otro programa el cual tiene muchas similitudes con De caso en caso y se estrenó el 2 de febrero de 2015, llamado La tarde de todos.

## Equipo
- Conductores:
  -  Krishna de Caso
  -  Yuyuniz Navas

- Conductores anteriores:
  -  Eli de Caso